# Артинов Михайло Григорович
Михайло Григорович Артинов (21 березня (2 квітня) 1853  — 16 (29) червня 1913 , Київ ) — український архітектор. Старший брат вінницького архітектора Григорія Артинова.

## Біографія
Народився у 1853. Його батько був вихідцем з ніжинських греків.
У 19 років був зарахований в будівельне училище у Санкт-Петебурзі, яке закінчив в 1879 з відмінним атестатом, отримав звання цивільного інженера і чин X класу.
Служив у Петербурзі, а у 1889 переїхав до Харкова. Працював молодшим архітектором будівельного відділення Харківського губернського правління. Через рік залишив службу і зайнявся приватною практикою.
Наприкінці XIX століття працював у Києві, який бурхливо розвивався.
Помер 16 квітня 1913. Похований в Києві на Байковому кладовищі.

## Споруди
За проектами Миколи Артинова у Києві збудовані:
- Особняк Олександра Бродського на розі Інститутської і Садової вулиць, 5 (1896, не зберігся; на цьому місці будівля 1930-х арх. Йосипа Каракіса);
- Дитяча лікарня Товариства надання допомоги хворим дітям на Бульварно-Кудрявській вулиці № 20 (1897—1898);
- Житловий будинок М. Равиковича на Софіївській вулиці № 17/15 (1899—1900, надбудова двох верхніх поверхів);
- Прибутковий будинок на розі Пушкінської № 45 і Караваєвської вулиці (1899—1901); збудований для купця Адама Сніжко — родини Сніжко та Олени Хлєбникової. У роки німецької окупації 1941—1943 будівля згоріла, потім відновлена у дещо спрощеному вигляді.
- Власний маєток на вулиці Фундуклеївській, нині — вулиця Б. Хмельницького № 60 (1894);
- Лук'янівський народний будинок на вулиці Дегтярівській, 5 (1899—1902); заснований Південно-західним відділом товариства тверезості, з 1920-х використовувався Клубом трамвайників, з 1945—2000-х — Будинок культури Київського трамвайно-троллейбусного управлінні. Нині тут розміщується Київська мала опера.
- Амбулаторія лікарні для чорноробів на Кадетському шосе, нині — вулиця В. Чорновола № 28/1 (1899—1901).

Розробив проект лікарні Товариства лікувальних закладів для хронічно хворих дітей на Парковій дорозі № 3-5 (1903, доробив А. Мінкус). Значну частину будівель виконував у формах неоросійського стильового напрямку, використовував також форми неороманіки і неоренесансу.

## Галерея

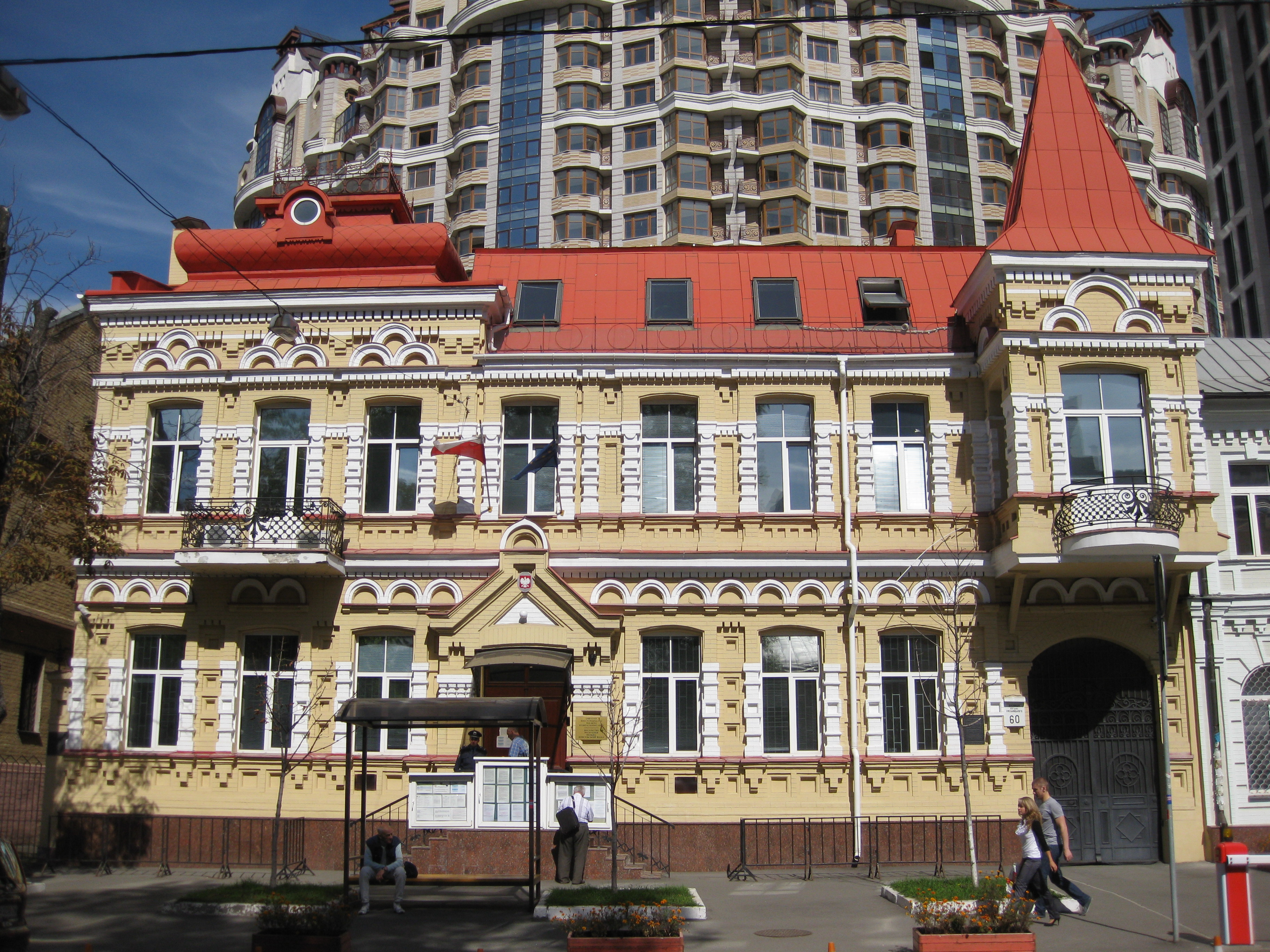
Власний особняк Артинова по вул. Фундуклеївській, 60 (1894), нині — консульський відділ Посольства Польщі
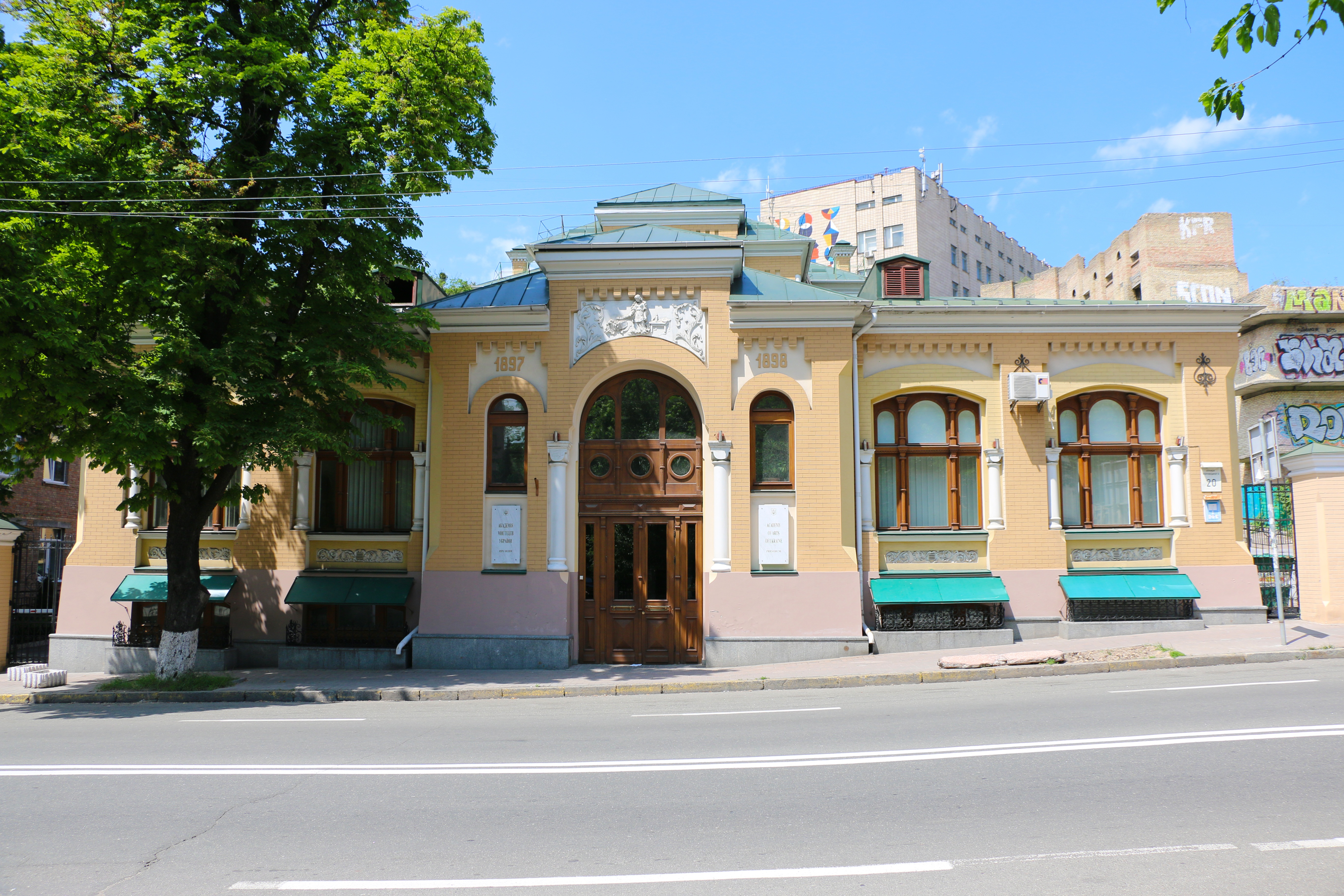
Будинок дитячої амбулаторії по вул. Бульварно-Кудрявській, 20 (1897—1898); нині — Національна академія мистецтв України
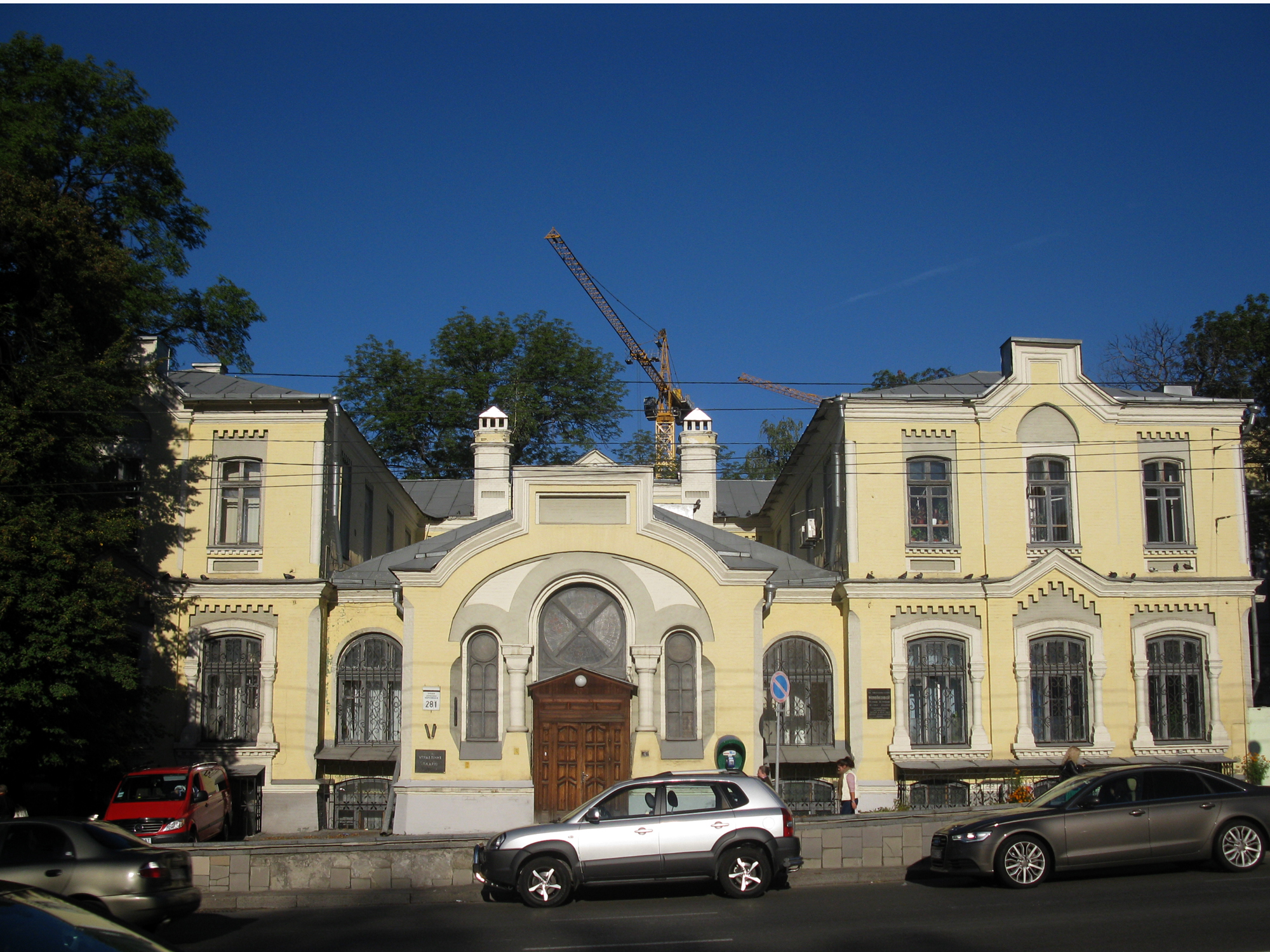
Амбулаторія безкоштовної лікарні для чорноробів на Кадетському шосе, 28/1, нині — вулиця В. Чорновола (1899–1901); тепер — Українська дитяча спеціалізована лікарня Охматдит
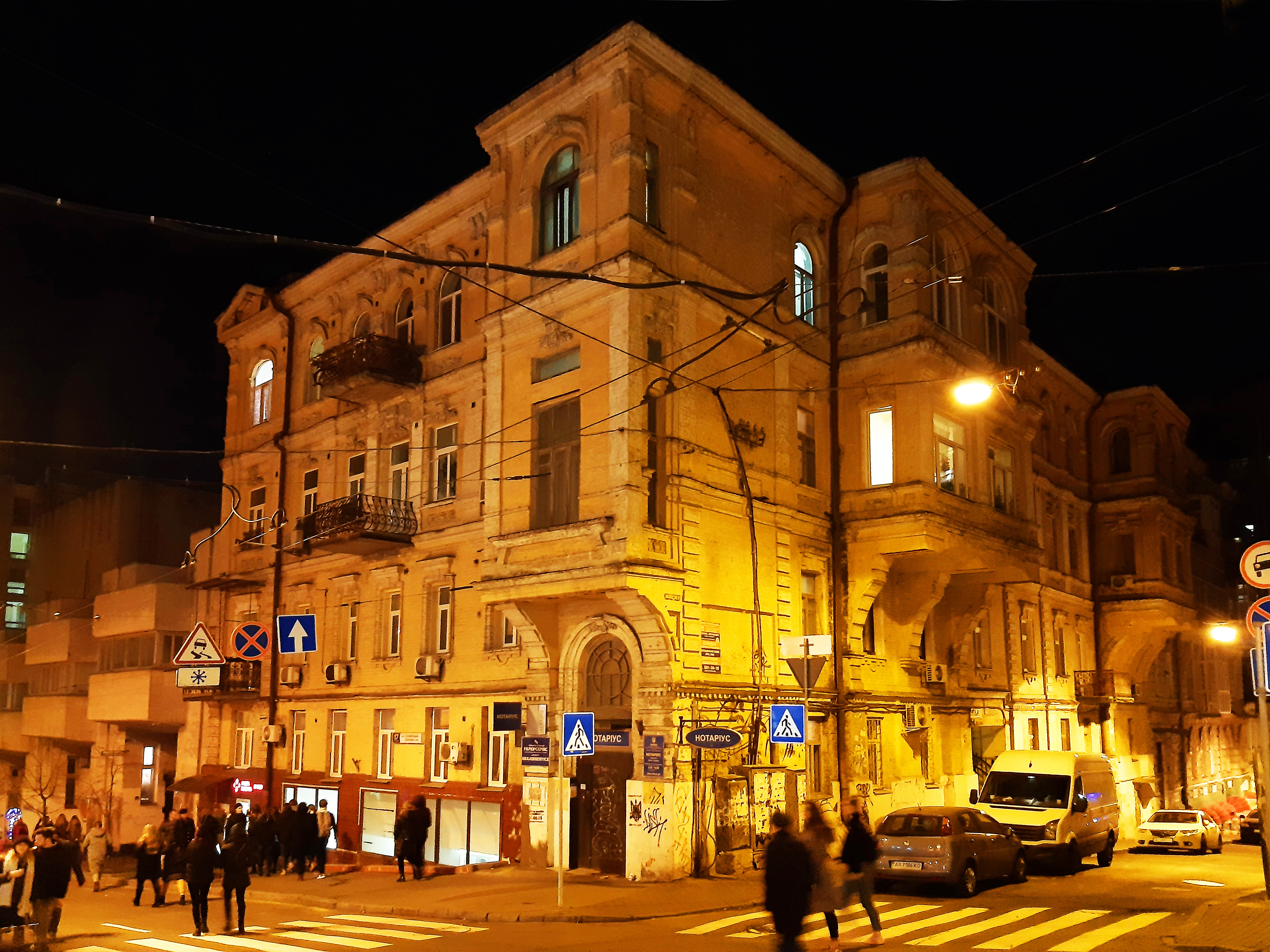
Будинок на Софіївській, 17/15 (будинок Равиковича)
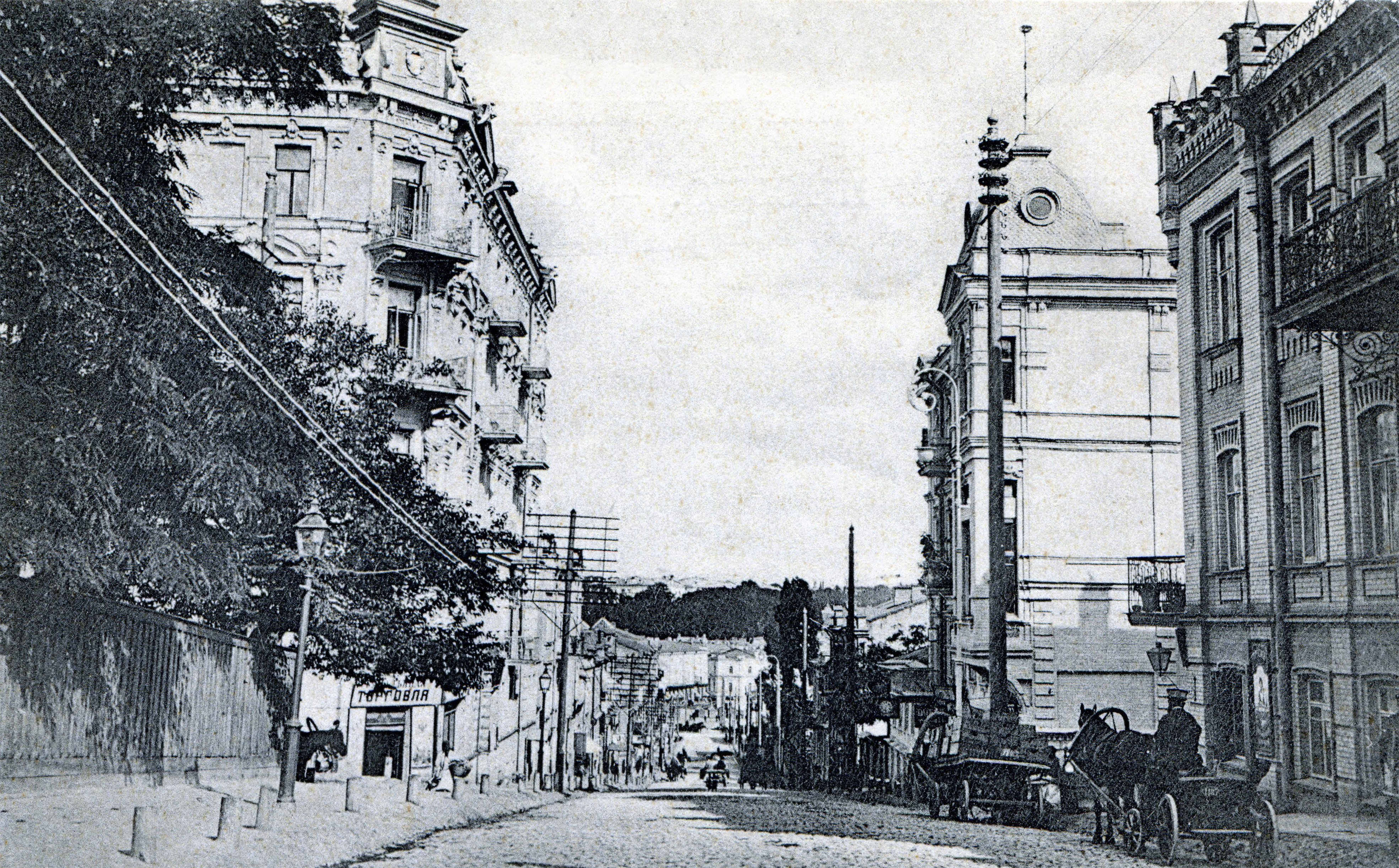
Ріг будинку Равиковича (праворуч), 1900
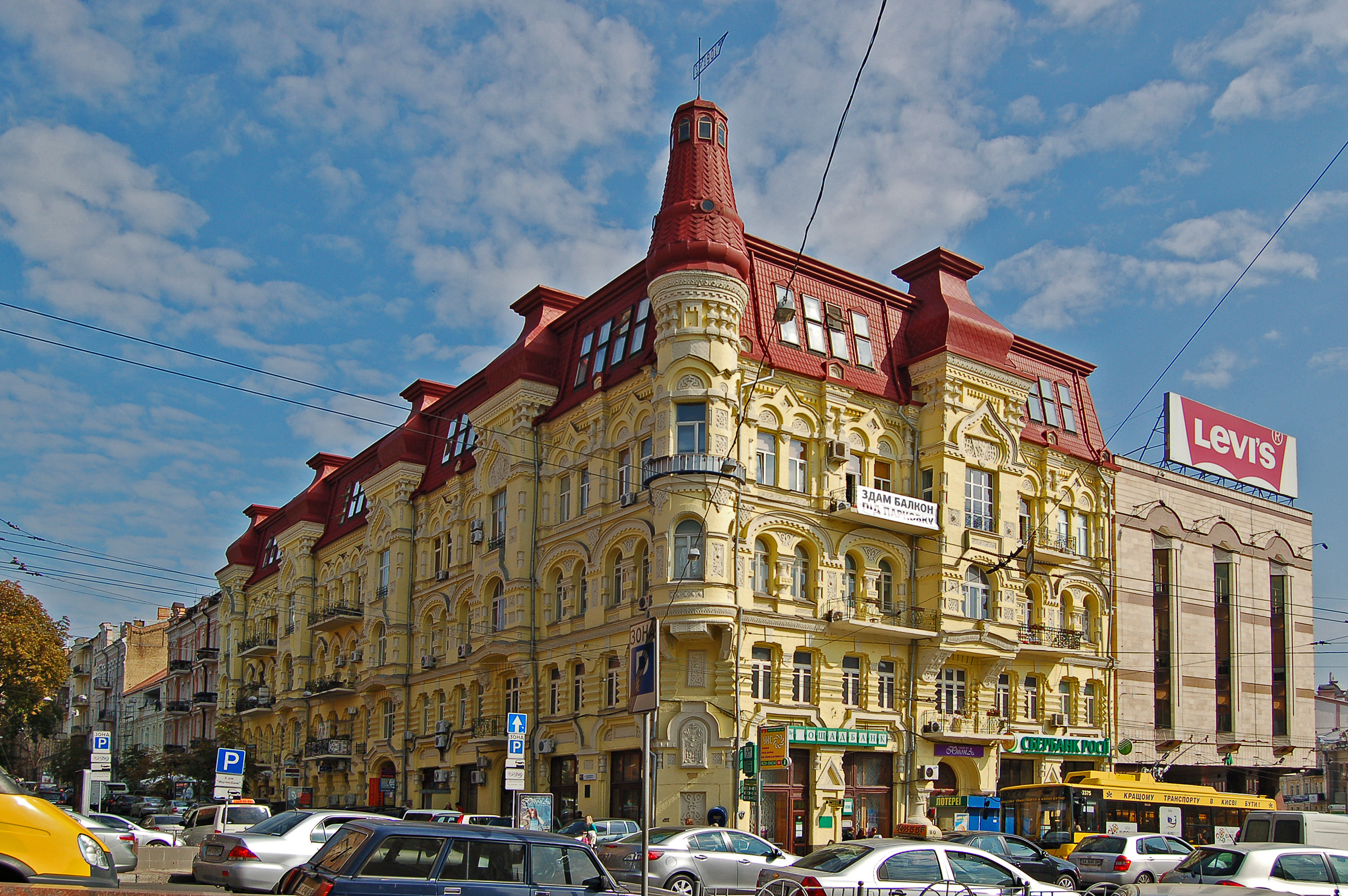
Прибутковий будинок (1899—1901) на розі вулиць Пушкінської та Льва Толстого, 45/2.
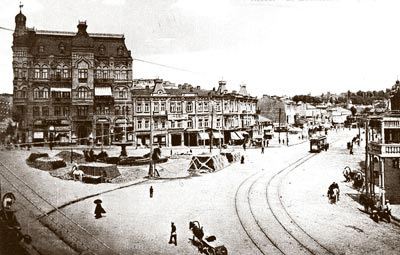
Караваєвська площа та прибутковий будинок
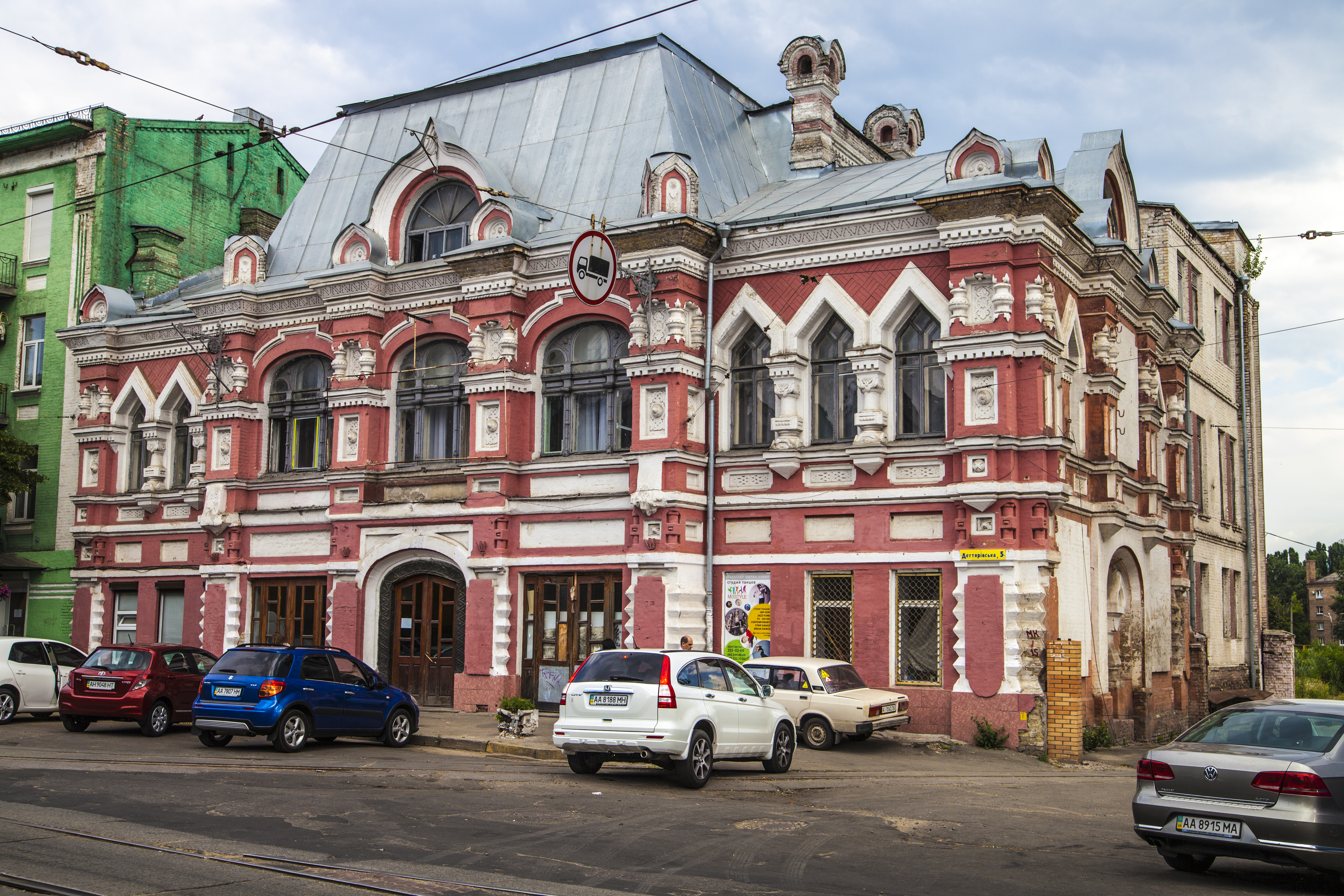
Лук'янівський народний будинок, вул. Дегтярівська, 5 (1899–1902); нині — Київська мала опера
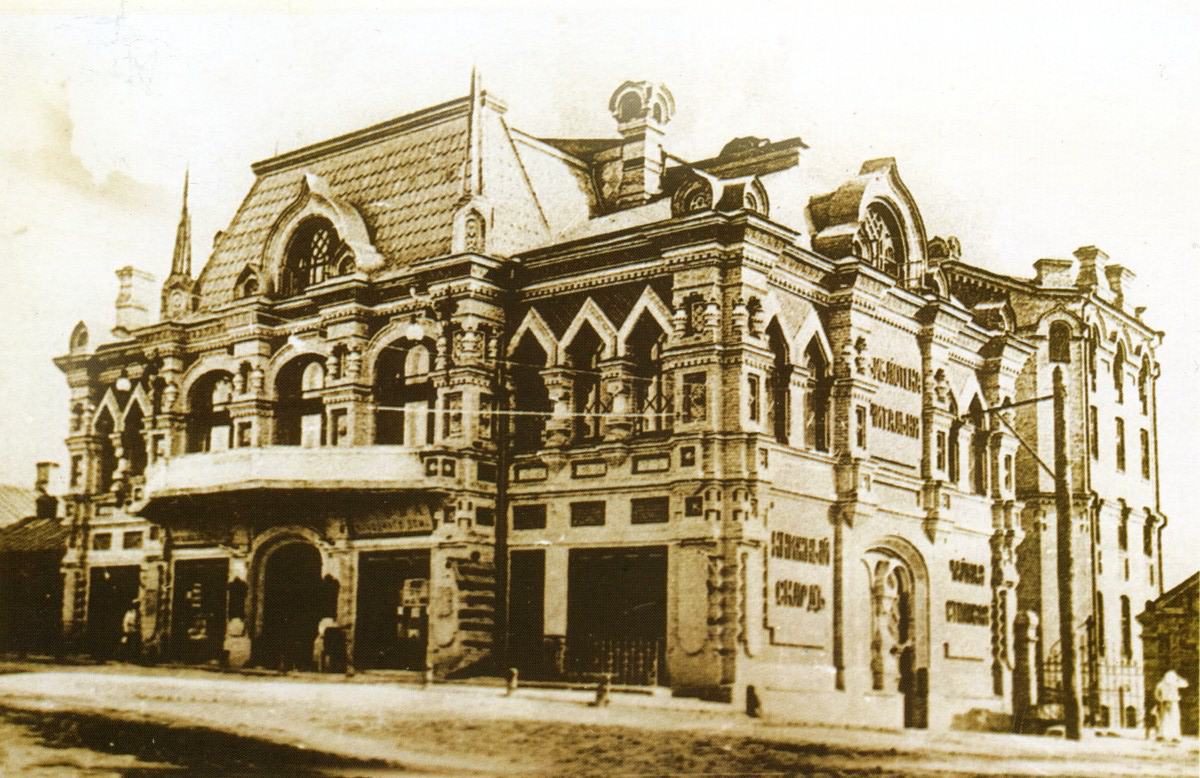
Лук'янівський народний будинок, 1902